# Bleach: Soul Carnival
Bleach: Soul Carnival (BLEACH ～ソウル・カーニバル～?) es un videojuego beat'em up basado en el manga y anime de Tite Kubo, Bleach. Desarrollado por Racjin y publicado por SCEJ. De momento, solo ha salido a la venta en Japón. Presenta una estética cel-shading, con unos acabados muy desenfadado de los personajes. La trama abarca el viaje de Ichigo y compañía hacia Las Noches, para rescatar a Orihime.

## Sistema de juego
En Bleach: Soul Carnival controlaremos a un personaje, que este puede ser seleccionado, y avanzaremos en un escenario 2D, combatiendo a todo lo que se encuentre por el camino. Para acabar con ellos, simplemente apretando cuadrado atacaremos. Si aprietas abajo o arriba, mientras aprietas cuadrado, se realizara ataques especiales que gastan energía. Además puedes equiparte con aliados y llamarlos apretando triángulo, arriba o abajo más triángulo (hasta tres puedes llamar), estos te ayudaran con ataques. Y como último recurso, al apretar L, activas un "modo rabia", donde los ataques son más feroces y sufres menos daños. Para poder activar este modo, necesita que la barra que rodea el icono del personaje este completamente llena.

## Personajes controlables
Lista de los personajes que se pueden controlar:
- Ichigo Kurosaki
- Ulquiorra Cifer
- Grimmjow Jeagerjaques
- Tōshirō Hitsugaya
- Shinji Hirako
- Rukia Kuchiki
- Uryū Ishida
- Yoruichi Shihōin
- Yasutora Sado
- Shigekuni Yamamoto-Genryūsai
- Byakuya Kuchiki
- Kenpachi Zaraki
- Renji Abarai
- Nnoitra Gilga